# Prętki (Płośnica)
Prętki (deutsch Schreibersdorf) ist ein untergegangener Ort in der polnischen Woiwodschaft Ermland-Masuren. Seine Ortsstelle liegt im Gebiet der Gmina Płośnica (Landgemeinde Heinrichsdorf) im Powiat Działdowski (Kreis Soldau).

## Geographische Lage
Die Ortsstelle von Prętki befindet sich im Westen des Landschaftsschutzparks Welle („Welski Park Krajobrazowy“) im Südwesten der Woiwodschaft Ermland-Masuren. Die ehemalige Kreisstadt Neidenburg (polnisch Nidzica) liegt 34 Kilometer nordöstlich, die heute Kreismetropole Działdowo (deutsch Soldau i. Ostpr.) 17 Kilometer südöstlich.

## Geschichte
Das Vorwerk Schreibersdorf wurde vor 1485 gegründet. Es handelte sich um das Vorwerk zum Gut Klein Tauersee (polnisch Turza Mała) und zählte 93 Einwohner im Jahre 1905. 1874 wurde der Ort in den Amtsbezirk Heinrichsdorf (polnisch Płośnica) im ostpreußischen Kreis Neidenburg eingegliedert.
Im Soldauer Gebiet gelegen, kam Schreibersdorf mit der gesamten Region 1920 zu Polen und gehörte dann noch zwischen 1939 und 1945 zum Deutschen Reich.
Mit dem gesamten südlichen Ostpreußen kam Schreibersdorf 1945 in Kriegsfolge wieder zu Polen und in den Verbund der Gmina Płośnica (Landgemeinde Heinrichsdorf) im Powiat Działdowski (Kreis Soldau), in enger Verbindung zu Turza Mała (Klein Tauersee). Heute wird Prętki offiziell nicht mehr genannt und ist als „część wsi Turza Mała“ in Turza Mała aufgegangen.

## Kirche
Bis 1945 war Schreibersdorf in die evangelische Kirche Heinrichsdorf mit der Filialkirche Groß Koschlau (polnisch Koszelewy) in der Kirchenprovinz Ostpreußen der Kirche der Altpreußischen Union bzw. ab 1920 in der Diözese Działdowo der Unierten Evangelischen Kirche in Polen eingegliedert. Katholischerseits gehörte der Ort zur Pfarrei Groß Lensk (polnisch Wielki Łęck). 

## Verkehr
Die Ortsstelle Prętkis ist über einen Landweg zu erreichen, der von Turza Mała nach Koty (Kotten, 1942 bis 1945 Katzwinkel) in den Landschaftsschutzpark Welle führt.